# Terminal Central de Autobuses del Poniente
La Terminal del Poniente, más conocida como Terminal de Observatorio por su cercanía con dicha estación del metro, es una de las cuatro Terminales de autobuses de la Ciudad de México, ubicada como su nombre lo indica, al poniente de esta. En esta central camionera, conviven grandes grupos del autotransporte en México como son Grupo IAMSA, Grupo Toluca, Grupo Flecha Amarilla y Grupo Estrella Blanca.

## Historia
Antes de que la Secretaría de Comunicaciones y Transportes agrupara las cuatro terminales de autobuses, existían en la Ciudad de México 127 terminales de autobuses ya que cada línea contaba con sus propias oficinas, inicialmente se planearon para que cada una de ellas tuviera destinos naturales hacia su punto de salida, por lo que de aquí existían corridas hacia los estados del centro y occidente del país. La terminal inicia operaciones en el mes de junio de 1979, siendo inaugurada por el entonces presidente José López Portillo.

## Especificaciones de la terminal
- Número de andenes: 115
- Espacios de aparcamiento de autobuses:60
- Superficie total de la terminal:
- Servicio de Estacionamiento: Estacionamiento Subterráneo

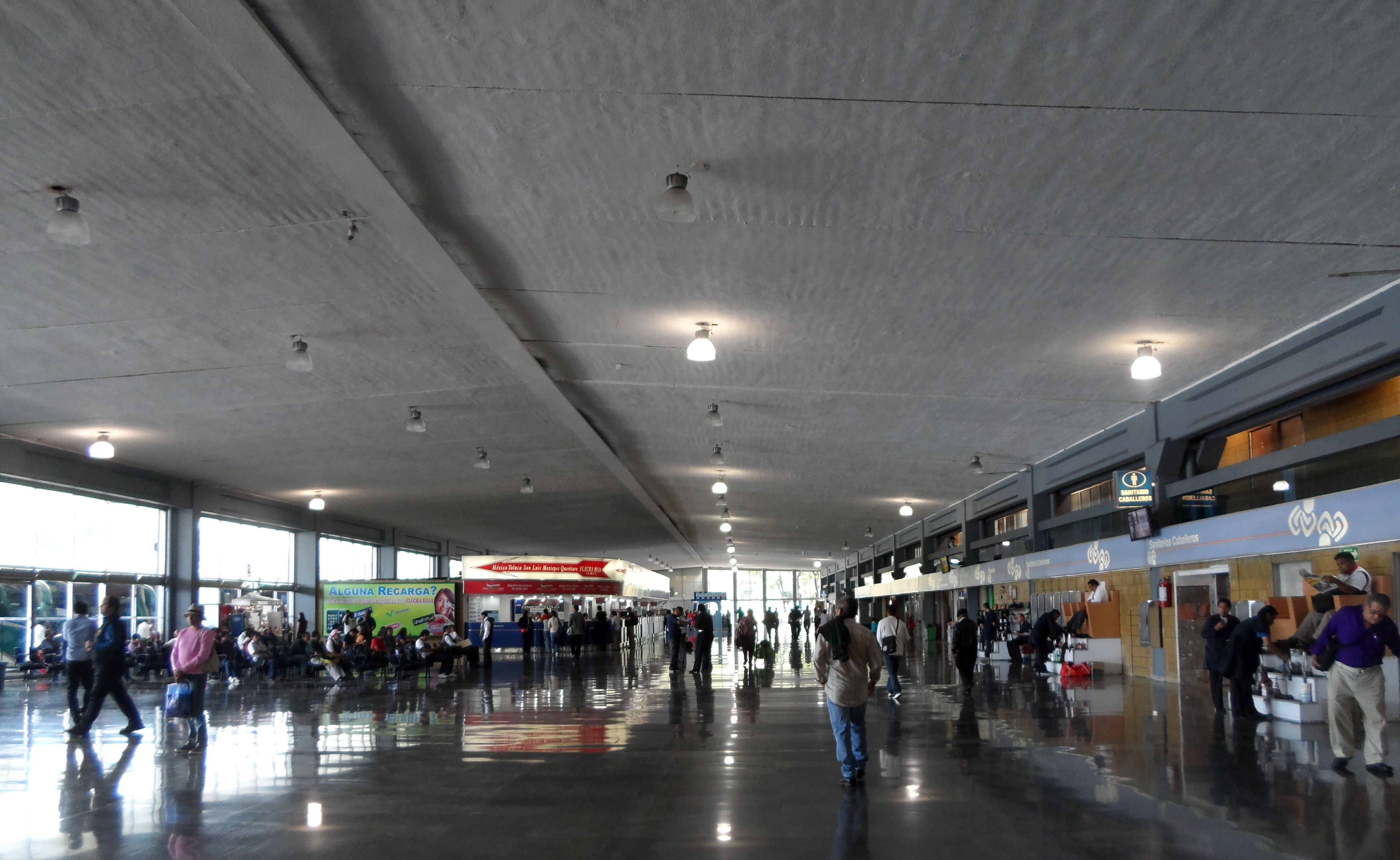
Sala de espera

- Número de taquillas: 13
- Número de locales comerciales:20
- Salas de espera: 6
- Empresas de Autotransporte: 14

## Destinos
| Líneas de Autobuses                                                        | Destinos |
| -------------------------------------------------------------------------- | --- |
| Autotransportes México Toluca San Luis Mextepec Querétaro Flecha Roja/Plus | Acambay, Amomolulco, Atarasquillo, Atlacomulco, Bonanza, Chalma, Contadero, Cuajimalpa, Desv. Aculco, Desv. Jocotitlan, Don Gu, El Fresno, El Ruso, El Yaki, Fábricas de Pasteje, Jajalpa, Ixtlahuaca, La Escondida, La Marquesa, La Pila, La Presa, Lerma, Los Gigantes, Los Reyes, Maromas, Mavoro, Palmillas, Pedro Escobedo, Portes Gil, Querétaro Central, Río Hondito, San Juan del Río, San Mateo Atenco, San Sebastián, Santiago Tianguistenco, Salazar, Tantoco, Temoaya, Toluca Central, Toluca 3 Caminos, Ixtapan de la Sal, Tultepec, San Pedro Arriba, Xalatlaco, Xochicuahutla. |
| Turismos y Autobuses México Toluca Triangulo Flecha -Caminante- Aeropuerto | Aeropuerto de Toluca, Villas del Campo. |
| ETN Turistar Lujo                                                          | Aguascalientes, Apatzingán, Cuatro Caminos, Cuernavaca, Guadalajara, León, Morelia, Puerto Vallarta, Querétaro, Riviera Nayarit, Tepotzotlán, Toluca Central, Uruapan, Zacatecas, Zapopan. |
| Autovías Centro Occidente                                                  | Acambaro, Apatzingán, Ario de Rosales, Ciudad Hidalgo, Cherán, Colima, Cuatro Caminos, Ensenada, Guadalajara, La Huacana, Huetamo, Ixtapa, Jerahuaro, Lázaro Cárdenas, Manzanillo, Maravatio, Morelia, Nahuatzen, Paracho, Pátzcuaro, Puruaran, Queréndaro, Quiroga, San Felipe del Progreso, Tacambaro, Tecomán, Tuxpan, Ucareo, Uruapan, Zacapu, Zihuatanejo, Heroica Zitácuaro. |
| Autobuses La Línea                                                         | Acambaro, Apatzingán, Ario de Rosales, Ciudad Hidalgo, Cheran, Colima, Cuatro Caminos, Ensenada, Guadalajara, La Huacana, Huetamo, Ixtapa, Jerahuaro, Lázaro Cárdenas, Manzanillo, Maravatio, Morelia, Nahuatzen, Paracho, Pátzcuaro, Puruaran, Queréndaro, Quiroga, San Felipe del Progreso, Tacambaro, Tecomán, Tuxpan, Ucareo, Uruapan, Zacapu, Zihuatanejo, Heroica Zitácuaro. |
| Autotransportes Herradura de Plata "Pegasso"                               | Amealco, Atlacomulco, Carmona, Contepec, El Calvario, El Oro, Las Cruces, Maravatio, Querétaro, San Felipe del Progreso, Temascalcingo, Tepuxtepec, Tlalpujahua. |
| Autobuses Futura                                                           | Guadalajara. |
| Autotransportes México Toluca San Luis Mextepec Querétaro Flecha Roja      | Ahuehuete, Amomolulco, Almaya, Almoloya del Río, Atizapan, Atlapulco, Canal Zepayautla, Capulhuac, Chalma, Chirinos, Coatepec Harinas, Coatepec de Las Bateas, Coyoltepec, Crucero San Lorenzo, Grutas de Cacahuamilpa, Ixtapan de la Sal, Jajalpa, Joquicingo, La Escondida, La Marquesa, Los Arroyos, Los Graneros, Llano de la Unión, Malinalco, Ocoyoacac, Pedregal, Pilcaya, Puente Atlapulco, Puente de Ocuilan, Puente Santiago, Puente Xalatlaco, Rio Hondito, Salazar, San Bartolo, San Francisco, San Martín, San Mateo Texcalyacac, San Pedro Techuchulco, San Pedro Zictepec, Santa Ana, Santa Cruz Atizapan, Santa Lucía, Santa Martha, Santa Mónica, Santiago Tianguistenco, Taxco, Tenancingo, Tenango del Valle, Tonatico, Villa Guerrero, Zacualpan. |
| Ómnibus de México                                                          | Tepic |
| Autobuses Zina-Bus/Excelencia/Excelencia Plus                              | Agua Bendita, Albarranes, Amanalco, Amatepec, Angangueo, Arcelia, Arroyo Grande, Ayuquila, Bejucos, Bosencheve, Buena Vista, Cacalomacan, Cajones El Cielo, Capula, Capultitlan, Carboneras, Carmona, Cd. Altamirano, Cerro del Campo, Cerro Gordo, Cieneguillas de González, Cieneguillas de Guadalupe, Cieneguillas de Labra, Ciruelo Guerrero, Colorines, Nuevo Copaltepec, Corral Falso, Coyuca de Catalán, Crucero Cerro del Campo, Crucero Lázaro Cárdenas, Cruz del Norte, Cuadrilla Nueva, Cuervos, Puente Cundancito, Curandalito, Cutzamala, Desv.Almoloya Granadas, Desv. Almoloya de Juárez, Desv. Avandaro, Desv. Cd. Altamirano, Desv. Coatepec, Desv. Luvianos, Desv. San Jerónimo, Desv. San Martín, Desv.San Simón, Desv. Suchitepec, Desv. Villa de Allende, Desv. Villa Victoria, Desv. Zacapuato, Donato Guerra, Dolores, El Arco, El Cacahuananche, El Camalote Guerrero, El Capulin, El Chirimollo, El Coquillo, El Estanco Amanalco, El Fresno, El Guarda, El Jaripo, El Limón, El Mirador, El Naranjo, El Oro, El Pedregal Amanalco, El Pedregal Tixca, El Pintal, El Pochote, El Polvorin, El Puerto, El Rancho, El Sitio, El Tiamate, El Tulillo, El Zapote, Guadalupe Bella Vista, Galaxia, Huistitla, Ixtapan del Oro, Ixtla, Jalpan, Jaltepec, La Asunción, La Cantina, La Fábrica, La Galera, La Hortaliza, La Minita, La Laguna, La Nueva Guerrero, La Peñuela, La Perica Guerrero, La Presa, La Puerta, La Sabana, La Trinidad, Las Casitas, Las Higueras Guerrero, Las Juntas, Las Mesas, Las Ollas, Las Palomas, Loma Alta, Loma de Juárez, Los Berros, Los Ocotes, Los Saucos, Macheros, Mesillas Guerrero, Mesón Viejo, Moctezuma, Monumento, Palizada, Palmar Chico, Palo Amarillos Sultepec, Palo Mancornado, Palo Nuevo Guerrero, Palos Altos, Pantanos, Parada de Los Globos, Paredones, Parotas Zicatecoyac, Paso del Guayabal, Paso de Arena, Patambo, Pipioltepec, Plaza de Gallos, Polvillos, Potrero de San Diego, Pozolotepec, Providencia, Pueblo Nuevo, Puente de Fierro, Puente de Los Velázquez, Puente Frío, Puente Viejo Guerrero, Puerto de Bálsamo Guerrero, Puerto Perico Guerrero, Puerto Seco, Raíces, Rancho Avándaro, Rancho Salinas, Rastrojo Largo, Salitre Palmarillos, San Agustín Texcaltitlan, San Andrés, San Antonio Guerrero, San Antonio del Rosario, San Bartolo Amanalco, San Diego Cuentla, San Felipe Amatepec, San Francisco de Asís, San Francisco Oxtotilpan, San Francisco Tlacilalcapan, San Gabriel Ixtla, San José del Rincón, San José Villa de Allende, San Jerónimo, San Juan Amanalco, San Juan de la Huertas, San Juan Tetitlan, San Lucas Amanalco, San Martín Obispo, San Mateo Olmomoloa, San Miguel Almoloyan, San Miguel Ixtapan, San Pedro Huayahualco, San Pedro Limón, San Ramon, Santa Maria del Monte, Santa Maria Pipioltepec, San Simón Amatepec, Santa Ana Zicatecoyan, Cutzamala, Sultepec, Tejupilco, Temascaltepec, Teneria, Teopazul, Tepehuaje, Terrero Blanco Guerrero, Texcaltitlan, Tilostoc, Tlalchapa, Tlapehuala, Toluca, Tupatarillo, Tutelar, Valderrama, Vallecitos, Valle de Chiquichuca, Valle de Bravo, Valle de Zaragoza, Villa Victoria, Vuelta del Río, Xoconusco, Xonacatlan, Zacapuato, Zetina, Zihuatanejo, Zirándaro, Zumatlán. |
| Turismos y Autobuses México Toluca Triangulo Flecha -Caminante-            | Atlacomulco, El Oro, Toluca Central, Toluca Sauces, Rinconada del Valle (Otzolotepec). |
| Primera Plus                                                               | Aguascalientes, Celaya, Guadalajara (México), Irapuato, León, Morelia, Moroleón, Querétaro Central, San Juan de los Lagos, San Luis Potosí, Tepotzotlán, Cuautitlán Izcalli |

## Transporte público de pasajeros
- Rutas de colectivos tanto de recorridos locales y dentro de la Ciudad de México,como metropolitanos hacia el Estado de México(a algunos municipios cercanos como Huixquilucan,Naucalpan y Tlalnepantla de Baz).
- Metro Observatorio Línea 1 dirección Pantitlán,Esta atraviesa el centro de la ciudad.
- Tren El Insurgente Estación Observatorio (Próximamente)
- Servicio de Taxi desde la terminal.
- México Autobuses Horarios de todos los autobuses que salen de la Central Camionera de Poniente (Observatorio)